# Härskogens naturreservat
Härskogens naturreservat är ett naturreservat i Härryda kommun och Lerums kommun i Västra Götalands län.
Naturreservatet bildades 2022 och omfattar 363 hektar. Det ligger omkring Lilla Härsjön och östra delen av Stora Härsjön och skogen består av   granskog, tallskog, barrblandskog och lövblandad barrskog.